# Soboth (Pass)
Die Soboth ist eine Passstraße an den südwestlichen Ausläufern der Koralpe (Slowenisch: Golica), in der Nähe des Dreiländerecks Kärnten-Steiermark-Slowenien, deren höchste Stelle Koglereck sich auf einer Höhe von 1347 m ü. A. befindet. Die besonders bei Motorradfahrern beliebte Bergstrecke führt, unter anderem durch das Gebiet der ehemaligen Gemeinde Soboth, von Lavamünd nach Eibiswald.
Die größte Steigung beträgt 15 %.
Östlich des Passes liegt in 1080 m der Stausee Soboth, der eine Länge von 3 km und Breite von 1 km besitzt, die größte Tiefe des Sees ist 80 m. Im Sommer kann der See bis zu 24 °C warm werden. Er dient als Speicher für das Kraftwerk Koralpe.